# Dinochloa
Dinochloa  Buse é um género botânico pertencente à família Poaceae, subfamília Bambusoideae, tribo Bambuseae.
O gênero apresenta aproximadamente 45 espécies. Ocorrem nas regiões temperadas e tropicais da Ásia.

## Principais espécies
- Dinochloa alata McClure
- Dinochloa macclellandii Kurz
- Dinochloa orenuda  McClure
- Dinochloa scandens Kuntze
- Dinochloa sublaevigata S.Dransfield
- Dinochloa trichogona  S.Dransfield
- Dinochloa utilis McClure
- «PPP-Index Lista completa»